# Rahym Gurbanmämmedow
Rahym Erishanowiç Kurbanmämmedow (né le 3 octobre 1963 à Achgabat à l'époque en RSS du Turkménistan et aujourd'hui au Turkménistan) est un footballeur international turkmène qui évoluait au poste de défenseur, avant de devenir ensuite entraîneur.

## Biographie

### Carrière de joueur

#### Carrière en sélection
Gurbanmämmedow joue en équipe du Turkménistan entre 1992 et 1998.
Il participe avec cette équipe aux éliminatoires du mondial 1998.

### Carrière d'entraîneur
Il est le sélectionneur du Turkménistan lors de la Coupe d'Asie 2004 organisée en Chine.
Il dirige ensuite l'équipe lors des éliminatoires du mondial 2006 puis lors des éliminatoires du mondial 2010.

## Palmarès

### Palmarès de joueur
Nisa Achgabat
- Championnat du Turkménistan (1) :
  - Champion : 1998-1999.

- Coupe du Turkménistan (1) :
  - Vainqueur : 1998.
  - Finaliste : 2000.

### Palmarès d'entraîneur
| Nisa Achgabat - Championnat du Turkménistan (1) : - Champion : 2003. - Vice-champion : 2004. - Coupe du Turkménistan (1) : - Finaliste : 2003. |  | Merw Mary - Coupe du Turkménistan : - Finaliste : 2009. |  | FC Balkan - Coupe du président de l'AFC (1) : - Vainqueur : 2013. |